# Aubrey (Arkansas)
Aubrey è una città statunitense situato nello Stato dell'Arkansas, nella Contea di Lee.

## Geografia fisica
Aubrey si trova alle coordinate 34°43′05″N 90°53′58″W.